# Hermenegildo Leite
Hermenegildo Leite (ur. 17 maja 2000) – angolski lekkoatleta specjalizujący się w biegach sprinterskich.
Olimpijczyk z Rio de Janeiro (2016). Z rywalizacji na igrzyskach odpadł na etapie preeliminacji biegu na 100 metrów.

## Rezultaty
| Rok  | Impreza              | Miejsce        | Konkurencja   | Pozycja       | Wynik |
| ---- | -------------------- | -------------- | ------------- | ------------- | ----- |
| 2016 | Igrzyska olimpijskie | Rio de Janeiro | bieg na 100 m | preeliminacje | 11,65 |

## Rekordy życiowe
- bieg na 100 metrów – 11,03 (27 kwietnia 2018, Boksburg)